# Peach (bài hát của IU)
"Peach" (Hangul: 복숭아; RR: Boksung-a) là bài hát được thu âm bởi ca sĩ-nhạc sĩ và diễn viên Hàn Quốc IU. Bài hát được phát hành như CD single, tựa đề Spring of a Twenty Year Old (Hangul: 스무 살의 봄; RR: Seumusal-ui Bom), cùng với  "Every End of the Day". Trước khi phát hành single physical, bài hát được phát hành lại như digital single vào ngày 4 tháng 5 năm 2012 và sau đó trở thành single double A-side. "Peach" được viết và sáng tác bởi IU. Bài hát thành công về các bảng xếp hạng âm nhạc.

## Background
Vào ngày 1 tháng 5 năm 2012, IU đăng tải bức tranh vẽ bằng tay của một trái đào lên tài khoản Twitter chính thức của cô, mà cô miêu tả là "duyên dáng". Thời điểm đó các fan vẫn chưa biết điều gì cả, đây thật sự là thông tin quan trọng liên quan đến những việc sắp tới của album Spring of a Twenty Year Old của IU. Một teaser cho bài hát "Peach" (Hangul: 복숭아; RR: Boksung-a) được tiết lộ vào ngày tiếp theo. Đoạn teaser kết thúc bằng một bức tranh vẽ một quả đào khác. Sau đó, vào tập ngày 22 tháng 5 trên Strong Heart của SBS, IU tiết lộ rằng công ty của cô đã yêu cầu cô vẽ một bức tranh cho teaser "Peach". Cô quyết định vẽ một trái đào giống với trái tim, tuy nhiên, nỗ lực ban đầu của cô đã thất bại, trái đào "duyên dáng", đã bị thay thế vì nó "quá risque".
Đoạn teaser cũng cho thấy cảnh quay của IU hát và chơi guitar khi cô ấy viết bài hát này. Phần mô tả của teaser được đăng tải trên trang YouTube chính thức của LOEN Entertainment, tiết lộ chi tiết đầu tiên về bài hát. "Peach" là bài hát sáng tác thứ ba của IU, đặc biệt chú tâm vào acoustic. Tựa đề bài hát được đặt theo tên và trái cây yêu thích của IU. Sự sắp xếp của bài hát bao gồm cả máy thu âm và triangle, được chính IU chơi. Trong lần phỏng vấn với Cyworld, cô tiết lộ rằng, cô đã sử dụng những nhạc cụ này khi cô cảm thấy rằng chúng tượng trưng cho tuổi thơ, cho phép cô tạo nên một bầu không khí vui tươi cho bài hát. Cô cũng đề cập rằng lời bài hát được viết để truyền tải cảm xúc khi nhìn vào người mà họ yêu và cô đặc biệt chú ý đến việc miêu tả một câu trong lời bài hát từ góc nhìn của một người đàn ông khi nghĩ về một cô gái xinh đẹp, cô sử Sulli để làm ví dụ.
Vào ngày 4 tháng 5 năm 2012, full digital single, "Peach", đã được phát hành trước khi phát hành full CD single bảy ngày trước. Single đã rất thành công và đạt vị trí thứ nhất trên nhiều trang website âm nhạc của Hàn Quốc.
Tiếp theo việc phát hành của "Peach", các teaser khác nhau đã được phát hành trên kênh YouTube chính thức của LOEN Entertainment để quảng bá cho album sắp tới và MV liên quan. Teaser đã chiếu cuộc du lịch của IU từ Incheon,Hàn Quốc đến Venice, Italy. Một teaser đặc biệt cho thấy IU đã thu âm giai điệu của "Peach".

## Giải thưởng và đề cử

### Lễ trao giải âm nhạc hàng năm
| Năm  | Lễ trao giải                           | Hạng mục                    | Được nhận | Kết quả   |
| ---- | -------------------------------------- | --------------------------- | --------- | --------- |
| 2012 | Cyworld Digital Music Awards lần thứ 7 | Song of the Month – Tháng 5 | "Peach"   | Đoạt giải |

## Bảng xếp hạng

### Bảng xếp hạng tuần
| Bảng xếp hạng (2012)                                          | Vị trí xếp hạng cao nhất |
| ------------------------------------------------------------- | ------------------------ |
| Hàn Quốc Album (Gaon Albums Chart) (với Every End of the Day) | 3                        |
| Hàn Quốc Digital (Gaon Digital Chart)                         | 2                        |
| Hàn Quốc Digital (Korea K-Pop Hot 100)                        | 3                        |
| US World Digital Songs (Billboard)                            | 24                       |

## Tham  khảo
1. ↑  (tiếng Hàn) Twitter / lily199iu: 아한 복숭아..순수. Twitter. (2012-05-01). Truy cập 2012-06-06.
2. ↑  IU sketches a "racy peach". Allkpop. (2012-05-02). Truy cập 2012-06-06.
3. 1 2  IU reveals video teaser for "Peach". Allkpop. 2012-05-02. Truy cập 2012-06-06.
4. ↑  IU talks about her "risqué peach" drawing on Strong Heart. Allkpop. 2012-05-22. Truy cập 2012-06-06.
5. ↑  IU(아이유)_PEACH(복숭아)(Teaser) trên YouTube. (2012-05-02). Truy cập 2012-06-06.
6. ↑  Lưu trữ ngày 12 tháng 4 năm 2018 tại Wayback Machine [Interview] [120511] Cyworld Music Star BGM Interview - IU ♥ WeHeartIU - Lee Jieun International Forum. WeHeartIU. (2012-05-13). Truy cập 2012-06-06.
7. ↑  IU releases new single "Peach". Allkpop. (2012-05-03). Truy cập 2012-06-06.
8. ↑  IU's "Peach" immediately achieves #1 on Korean music charts. Allkpop. 2012-05-03. Truy cập 2012-06-06.
9. ↑  IU Special YouTube Page Shows "IU's a Little Private Story" Lưu trữ ngày 25 tháng 6 năm 2017 tại Wayback Machine. Soompi. (2012-05-07). Truy cập 2012-06-07.
10. ↑  Video teaser for IU's 'Spring of a Twenty Year Old'. Allkpop. 2012-05-04. Truy cập 2012-06-07.
11. ↑  "South Korean Gaon Chart: Album – ngày 13 tháng 5 năm 2012 to ngày 19 tháng 5 năm 2012". Gaon Chart. Korea Music Content Industry Association. Truy cập ngày 24 tháng 11 năm 2013.
12. ↑  "Gaon Digital Chart". Gaon Music Chart. Bản gốc lưu trữ ngày 27 tháng 8 năm 2015. Truy cập ngày 22 tháng 5 năm 2015.
13. ↑  "Korea K-Pop Hot 100". Billboard. Prometheus Global Media. Bản gốc lưu trữ ngày 9 tháng 10 năm 2014. Truy cập ngày 22 tháng 5 năm 2015.
14. ↑  "Billboard World Album & Digital Songs - IU chart search". Billboard (tạp chí). Bản gốc lưu trữ ngày 9 tháng 7 năm 2017. Truy cập ngày 31 tháng 3 năm 2017.